# Stawek (Trześcianka)
Stawek (w miejsc. gwarze: Stawok) – kolonia wsi Trześcianka w Polsce, położona w województwie podlaskim, w powiecie hajnowskim, w gminie Narew, w dolinie rzeki Rudni.

## Historia
Historia tego miejsca odnosi się jeszcze do okresu sprzed 1602 r., kiedy to w Stawok powstał folwark wójtowski obejmujący 5 włók, zaś na pobliskiej rzece Trościanicy (obecna nazwa Rudnia) działały 2 młyny wodne. 
W XIX wieku w Stawok istniał prężnie działający ośrodek szkolnictwa cerkiewnego, który stanowił ważny punkt na mapie oświatowej Imperium Rosyjskiego. Pierwsza placówka oświatowa w tym miejscu powstała już w 1850, zaś w 1875 otwarto tu ogólnodostępną bibliotekę parafialną. Do 1915 w Stawku mieściło się Seminarium Nauczycielskie im. Świętych Cyryla i Metodego w murowanym, okazałym budynku (ostatecznie budowa zespołu szkół została zakończona w marcu 1893) wraz z cerkwią szkolną pod tym samym wezwaniem, internatem i bogato wyposażoną biblioteką (w 1887 liczyła ok. 6 tys. woluminów). Ważną rolę w powstaniu i funkcjonowaniu placówki odegrali ks. Grzegorz Sosnowski (jego grobowiec znajduje się w murze cerkiewnym przy świątyni w Puchłach) oraz jego syn ks. Flor Sosnowski (jego grób zachował się do dziś na cmentarzu Wszystkich Świętych w Białymstoku), obaj byli proboszczami parafii prawosławnej w Puchłach i Trześciance. Działalność Seminarium przerwana została w wyniku działań I wojny światowej i związanym z nią bieżeństwem.
W okresie I wojny światowej obiekty szkolne użytkowano przez żołnierzy niemieckich, urządzono w nich m.in. szpital polowy. Przyczyniło się to do ich stopniowej degradacji. W dwudziestoleciu międzywojennym majątek szkolny rozparcelowano, zaś niemal wszystkie budynki Seminarium rozebrano głównie przez miejscowych chłopów masowo powracających z bieżeństwa z Rosji. Z oryginalnych zabudowań kompleksu szkolnego w Stawku pozostał jedynie pokaźny drewniany budynek plebanii, w którym do 1979 mieszkał proboszcz parafii prawosławnej w Trześciance. Jednak w związku z budową nowej murowanej plebanii przy cerkwi parafialnej w Trześciance, wiekową siedzibę proboszcza w Stawku sprzedano i po rozbiórce przeniesiono do wsi Puchły, gdzie znajduje się do dziś.

## Współczesność
Obecnie w kolonii Stawek mieszka już tylko jedna osoba. Pozostałością po okresie świetności tego miejsca są wiekowe jabłonie jako relikty doświadczalnych sadów i ogrodów szkoły cerkiewnej oraz spory nasyp, na którym uczniowie placówki wykonywali przedstawienia teatralne dla okolicznej ludności (usypany został z budowy pięciu piwnic dla potrzeb szkolnego internatu). Zachowało się także kilka rozłożystych lip i dębów – rudymenty szkolnej szkółki leśnej.
Wierni kościoła rzymskokatolickiego należą do parafii pw. Wniebowzięcia Najświętszej Maryi Panny i św. Stanisława Biskupa i Męczennika w Narwi.

## Upamiętnienie
W 2000 roku dziejom placówki oświatowej w Stawku poświęcona została monografia pt. W Puchłach, Stawku, Trześciance: z dziejów oświaty ludu białoruskiego na Podlasiu autorstwa dr hab. Ireny Matus, wykładowcy Uniwersytetu w Białymstoku.
Do Seminarium Nauczycielskiego św. Cyryla i Metodego w Stawku nawiązuje wezwanie cerkwi pw. Świętych Cyryla i Metodego w niedalekich Kaniukach.